# Alboglossiphonia weberi
Alboglossiphonia weberi (лат.) — вид плоских пиявок (Glossiphoniidae).

## Описание
Общая длина Alboglossiphonia weberi составляет 7—13 мм, ширина 3—6 мм. На севере ареала в среднем размеры тела меньше, чем на юге. Тело листообразное, уплощённое в спинно-брюшном направлении. Края тела с гладкими зазубринами. Спинная сторона тела с большим количеством сосочков, наиболее развитых на срединной линии спины, где образуют т. н. медиальный ряд. Помимо медиального ряда присутствует ещё шесть пар рядов более мелких и редких сосочков — парамедиальные, парамаргинальные и промежуточные ряды.
Окраска тела от белой до светло-коричневой и зеленоватой. Покровы тела достаточно прозрачные, ввиду чего кишечник часто виден без вскрытия.
Тело сегментированное. Сегменты I—IV состоят из 1 кольца, V—XXIV — из 3 колец, XXV—XXVII вместе состоят из 4 колец, граница между ними неясна.
На переднем конце тела имеется три пары глаз, передняя пара глаз сильно сближена, как у Alboglossiphonia heteroclita. Вместе с тем глаза могут быть плохо различимы среди скоплений пигмента, если те сильно развиты.
Имеется мускулистый хобот. Желудок с шестью парами карманов (отростков), задние карманы ветвятся. Первая пара карманов существенно укорочена вплоть до практически полной редукции.
Гермафродиты. Имеются семенной и яйцевой мешки. Половое отверстие (гонопора) обычно общее, открывается между XI и XII сегментами или на 1—2 кольца ниже. Реже женская и мужская гонопоры разделены одним кольцом.
Копуляция в июне — июле, откладка яиц до конца сентября. Яйца по 35—140 в коконе. После откладывания коконы (длина 2—3 мм) прикрепляются к брюшной стороне тела; при прикосновении пиявка сворачивается таким образом, чтобы защитить коконы. Стенка кокона разрушается через 2—3 дня, запасы желтка истощаются через 2 недели, после чего детёныши покидают яйцевые оболочки.

## Образ жизни
Обитает в пресных водоёмах, как стоячих, так и текущих. По-видимому, более теплолюбива, чем родственный вид Alboglossiphonia heteroclita, о чём свидетельствует более южный ареал, хотя отдельных особей находили в горах на высоте до 1800 м над уровнем моря. Наблюдалась способность вида к размножению при температуре 15—25 °C. Питается соками брюхоногих моллюсков, была найдена также на жуках из семейств плавунцов и водолюбов.

## Распространение
Изначально описана из Индонезии, где встречена на Суматре, Яве и Бали.
В дальнейшем публиковались сведения о нахождении этого вида на обширном ареале в Индо-Малайской зоогеографической зоне. Так, Alboglossiphonia weberi приводится для фауны Пакистана, Узбекистана, Индии, Бутана и Мьянмы, а также Китая и Приморского края России (бассейн Амура). Однако, существуют серьёзные сомнения по поводу конспецифичности (принадлежности к одному виду) этих находок и особей, фигурировавших в первоначальном описании. Помимо разорванности ареала (вид не обнаружен ни в Малайзии, ни в Таиланде), эти сомнения основываются на сообщении о различной окраске особей из Индонезии и остальных форм (они отличаются большим количеством тёмного пигмента, сгруппированного в продольные полосы, количество которых варьирует [наиболее развита медиальная продольная полоса], и полосами на задней присоске, сходящимися к её центральной части). Представляется вероятным, что особи из Индии, Пакистана, Бутана и Мьянмы на самом деле относятся к Alboglossiphonia pahariensis. 
В Африке указывается для Египта и Эфиопии, однако, по-видимому, имеет место ошибочное определение Alboglossiphonia disjuncta и Alboglossiphonia disuqi.

## Таксономия
На основании морфологических и зоогеографических соображений, сближается с такими видами, как Alboglossiphonia disuqi, Alboglossiphonia  heteroclita, Alboglossiphonia hyalina, Alboglossiphonia kashiensis, Alboglossiphonia lata, Alboglossiphonia masoni, Alboglossiphonia  pahariensis, Alboglossiphonia striata и Alboglossiphonia tasmaniensis. В частности, для них характерна общая гонопора и голарктическое распространение. Родство Alboglossiphonia weberi и Alboglossiphonia heteroclita подтверждается молекулярными данными.
Согласно одной из версий, описанная Ока в 1910 году Alboglossiphonia lata тождественна Alboglossiphonia weberi, однако в современных исследованиях они разделяются, хотя признаются сестринскими таксонами.